# Glerhallavík
Glerhallavík är en bukt i republiken Island.   Den ligger i regionen Norðurland vestra, i den nordvästra delen av landet, 220 km nordost om huvudstaden Reykjavík.